# Atlas Miller

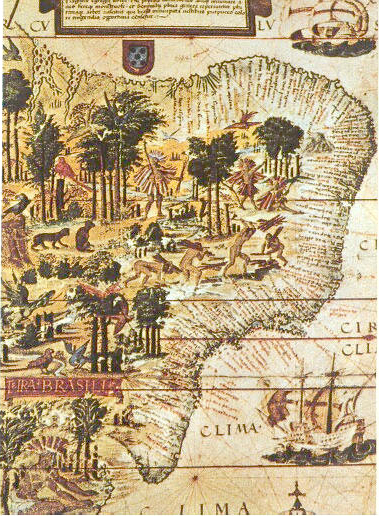
"Terra Brasilis", 1519, mapa por Pedro Reinel e Lopo Homem, Atlas Miller, Biblioteca Nacional de Paris

O Atlas Miller também conhecido como Atlas Lopo Homem-Reineis é um atlas português de 1519 ricamente ilustrado, incluindo uma dezena de cartas náuticas. Trabalho conjunto dos cartógrafos Lopo Homem, Pedro Reinel e Jorge Reinel ilustrado pelo miniaturista António de Holanda.
As zonas geográficas representadas são o Oceano Atlântico Norte, a Europa do Norte, o Arquipélago dos Açores, Madagáscar, o Oceano Índico, a Indonésia, o Mar da China, as Molucas, o Brasil e o Mar Mediterrâneo. Em 1855 foi adquirido por Bénigne Emmanuel Clement Miller em uma livraria em Santarém, Portugal. Em 1897 a Biblioteca Nacional da França adquiriu à sua viúva. É mantido nas coleções do Departamento de mapas e planos da Biblioteca.
A página de rosto apresenta as armas de Catarina de Médici com a inscrição "Hec est universi orbis ad hanc usqz diem cogniti / tabula quam ego Lupus homo Cosmographus / in clarissima Ulisipone civitate Anno domini nostri / Millessimo quigentessimo decimo nono jussu / Emanuelis incliti lusitanie Regis collatis pluribs / aliis tam vetustorum qz recentiorum tabulis mag / na industria et dilligenti labore depinxi (Este é um mapa do mundo inteiro conhecido até hoje, que eu, Lopo Homem, Cosmógrafo, na ilustre cidade de Lisboa, no ano de Nosso Senhor mil e dezenove, tendo comparado muitos outros mapas antigos e modernos, desenhei com grande esforço e trabalho diligente por ordem de Manuel, renomado Rei de Portugal)."Descrição na Gallica, arquivo da BNF Teria sido uma oferta de D. Manuel I de Portugal para Francisco I da França. 
Destaca-se pelos detalhes do mapa Terra Brasilis menos de vinte anos após o desembarque de Pedro Álvares Cabral. A forma como mostra um mundo erroneamente fechado, onde não se vê o oceano Pacífico, tem sido interpretada como uma tentativa de dissuadir a circum-navegação que Fernão de Magalhães então preparava em Sevilha, na corte de Carlos I de Espanha.

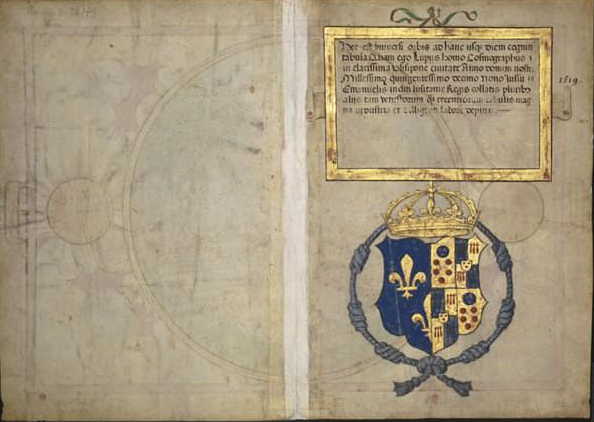
Página de rosto com as armas de Catarina de Médicis
Mapa-múndi do Atlas Miller
Mapa da Terra Brasilis